# Den turkiske detektiven
Den turkiske detektiven är en amerikansk dramaserie vars första säsong består av åtta avsnitt. Serien hade premiär den 15 september 2023 på Paramount+, och släpptes på SVT Play den 20 december 2023. För seriens regi har bland andra Niels Arden Oplev svarat. I en av rollerna ses Dilan Gwyn. och Thomas Chaanhing

## Handling
Serien kretsar kring Çetin İkmen och hans partners Mehmet Süleyman och Ayşe Farsakoğlu i deras jakt på att lösa brott i det moderna Turkiet.

## Rollista (i urval)
- Haluk Bilginer – Müfettiş Çetin İkmen
- Yasemin Kay Allen – Ayşe Farsakoğlu
- Ethan Kai – Mehmet Süleyman
- Erol Afşin
- Tülin Oral
- Dilan Gwyn
- Fatih Al
- Diyar Bozkurt
- Thomas Chaanhing